# Ernst Gaber
Ernst Gaber (Mannheim, 12 de abril de 1881 — Heidelberg, 25 de outubro de 1952) foi um engenheiro civil alemão.